# Giải bóng đá Hạng Nhì Quốc gia 1999
Giải bóng đá Hạng Nhì Quốc gia 1999 là mùa giải thứ ba của Giải bóng đá hạng Nhì Quốc gia với tư cách là giải thi đấu bóng đá cấp câu lạc bộ cao thứ hai trong hệ thống các giải bóng đá Việt Nam (sau giải Hạng Nhất quốc gia) do Liên đoàn bóng đá Việt Nam tổ chức và quản lý. Mùa giải này được coi là mùa giải phân hạng, với 40 đội tham dự thi đấu theo khu vực nhằm chọn ra 20 đội thi đấu tại giải hạng nhì toàn quốc mùa giải kế tiếp và 20 đội còn lại thi đấu tại giải hạng Ba.

## Các đội bóng
| 5 đội chọn 4 đội: - Bưu điện - Đường sắt Việt Nam - Quảng Ninh - Quân khu 3 - Thanh Hóa | 10 đội chọn 6 đội: - Bình Định - Gia Lai - Đắk Lắk - Kon Tum - Quảng Ngãi - Quảng Nam - Phú Yên | 19 đội chọn 10 đội: - An Giang - Bạc Liêu - Bến Tre - Bình Dương - Bình Thuận - Cần Thơ | - Đá Mỹ Nghệ - Đồng Nai - Hải Quan - Kiên Giang - Quân khu 7 - Quân khu 9 - Sinhanco - Tây Ninh - Tiền Giang - Trà Vinh |

In đậm là các đội giành quyền thi đấu ở giải hạng Nhì 1999–2000.

## Vòng loại

### Bảng A
Các trận đấu của bảng A (khu vực miền Bắc) diễn ra từ 18 tháng 4 đến ngày 2 tháng 5 năm 1999.
Bảng dưới đây ghi lại kết quả một số trận đấu.
| Ngày       | Sân     | Đội 1              | Tỷ số | Đội 2      | Chú thích |
| ---------- | ------- | ------------------ | ----- | ---------- | --------- |
| 18 tháng 4 | Yên Bái | Thanh Hóa          | 1–0   | Quân khu 3 | [ 5 ]     |
| 18 tháng 4 | Yên Bái | Đường sắt Việt Nam | 2–1   | Bưu điện   | [ 5 ]     |

### Bảng C
Các trận đấu của bảng C (khu vực miền Nam) diễn ra từ ngày 25 tháng 4 đến ngày 23 tháng 5 năm 1999.
| Ngày       | Sân                      | Đội 1    | Tỷ số | Đội 2      | Chú thích |
| ---------- | ------------------------ | -------- | ----- | ---------- | --------- |
| 26 tháng 4 | Phường 15, quận Tân Bình | Hải Quan | 5–1   | Đá Mỹ Nghệ | [ 7 ]     |
| 29 tháng 4 | Phường 15, quận Tân Bình | Hải Quan | 2–1   | Sinhanco   | [ 8 ]     |
| 29 tháng 4 | Thống Nhất               | Đồng Nai | 6–1   | Đá Mỹ Nghệ | [ 8 ]     |

## Vòng chung kết
10 đội bóng tham dự vòng chung kết được chia thành 2 bảng đá vòng tròn một lượt, chọn hai đội đứng đầu mỗi bảng vào bán kết.

### Vòng đấu loại trực tiếp

#### Bán kết
| Cần Thơ           | 0–0      | Đường sắt Việt Nam |
| ----------------- | -------- | ------------------ |
|                   | Chi tiết | Xuân Mạnh (7) 64'  |
| Loạt sút luân lưu |          |                    |
|                   | 5–3      |                    |

| Bình Định | 0–1      | Bình Dương         |
| --------- | -------- | ------------------ |
|           | Chi tiết | Vương Tiểu Đạt 58' |

#### Chung kết
| Cần Thơ            | 1–0 | Bình Dương       |
| ------------------ | --- | ---------------- |
| Châu Đức Thành 65' |     | Thế Vinh (3) 87' |